# Tratado Herrera-Rademaker
El Tratado Herrera-Rademaker o Tratado Rademaker-Herrera, firmado entre el gobierno de las Provincias Unidas del Río de la Plata y del Imperio de Portugal el 26 de mayo de 1812, puso fin a la intervención portuguesa en la Banda Oriental posibilitando el inicio del Segundo Sitio de Montevideo.

## Antecedentes
Al producirse la invasión de Portugal por el ejército de Napoleón Bonaparte el príncipe regente João de Bragança (futuro Juan VI de Portugal), quien gobernaba desde 1792 por locura de su madre María I de Portugal, se instaló con la familia y la Corte en Río de Janeiro, Brasil.
Al estallar en Buenos Aires la Revolución de Mayo de 1810 y la posterior lucha con los realistas de Montevideo, la tradicional política portuguesa de intervención en el Río de la Plata conoció un nuevo impulso ante la oportunidad que se presentaba por la crisis local y la de la invadida España. A esto se sumaba la ambiciosa política de la consorte real, la infanta Carlota Joaquina de Borbón, hermana de Fernando VII de España, quien pretendía con un partido propio su reconocimiento en la regencia de la América española. Finalmente, Portugal temía los riesgos de que la revolución se extendiese a su territorio, posibilidad que también había sido contemplada por la Primera Junta de gobierno revolucionaria en su Plan de operaciones.
Mientras que al controlar sin oposición el río, la escuadra realista podía bloquear el puerto de Buenos Aires, las fuerzas enviadas por Buenos Aires con el apoyo de la campaña de la Banda Oriental iniciaban el primer sitio de Montevideo, por lo que el virrey Francisco Javier de Elío solicitó la intervención portuguesa. Las tropas de ocupación se desplegaron por el país, por lo que el nuevo gobierno de las Provincias Unidas, el Primer Triunvirato, decidió poner fin al sitio y negociar un armisticio, que se hizo efectivo el 20 de octubre de 1811, obligando al retiro de las fuerzas de Buenos Aires y de Portugal, y al levantamiento de los bloqueos de Buenos Aires y Montevideo.
Las milicias orientales al mando de José Artigas no aceptaron el acuerdo que implicaba la entrega del territorio de la Banda Oriental y de las villas de la Provincia de Entre Ríos sobre el Río Uruguay (Concepción del Uruguay, Gualeguay y Gualeguaychú). Asimismo, el armisticio y en general la política del gobierno, por un lado indecisa y claudicante en la marcha de la revolución y por otro autoritaria en el manejo de la política interna, generaba creciente rechazo de la población de las Provincias Unidas. 
La resistencia de las milicias y el auxilio encubierto por parte de Buenos Aires, era por su lado excusa para que las fuerzas portuguesas no abandonaran el territorio. El comandante de las fuerzas portuguesas Diego de Souza exigió como condición para su partida el retiro previo de Artigas y que el Triunvirato lo declarara rebelde, lo que no era aceptable para el gobierno y la opinión pública.

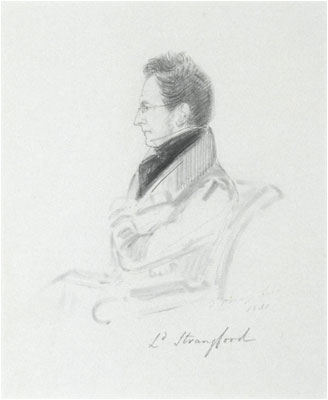
Lord Strangford.

Así, resistido por todas las partes, el tratado no se mantuvo. Gaspar de Vigodet, nuevo gobernador de Montevideo, resolvió en 1812 denunciarlo y el gobierno revolucionario tomó igual resolución.
Seguidamente, en abril de 1812 el Triunvirato comunicó al embajador de Gran Bretaña en Río, Lord Strangford, la decisión de enviar a Diego de Souza un ultimátum exigiendo su inmediato retiro bajo amenaza de guerra. 
Strangford había evitado que el control portugués se extendiera al Río de la Plata tanto por ocupación militar como por el eventual reconocimiento de los derechos de la Infanta Carlota a la regencia, opción defendida por el almirante británico William Sidney Smith.
Por añadidura una guerra en la región de inciertos alcances y resultados era inaceptable cuando Gran Bretaña era aún aliada de España en la guerra contra Napoleón y simultáneamente debía enfrentar la guerra con los Estados Unidos, por lo que Strangford exigió a Portugal el respeto de una estricta neutralidad en los asuntos del Río de la Plata y presionó al príncipe regente para establecer un armisticio con las Provincias Unidas. Ante el apremio del embajador, el Príncipe Regente designó el 18 de abril de 1812 al teniente coronel Juan Rademaker con instrucciones precisas para negociar un acuerdo sobre la base de la mutua evacuación de la Banda Oriental.

## El tratado
Rademaker llegó a Buenos Aires el 26 de mayo y el mismo día "habida la suficiente discusión" firmó un armisticio con Nicolás Herrera, secretario interino de gobierno del Primer Triunvirato.
El tratado tras disponer en su artículo primero el inmediato cese de hostilidades e instruir el inmediato envío de órdenes para que las tropas de cada nación se retirasen a sus fronteras, preveía en el segundo "un armisticio ilimitado entre los dos ejércitos" estipulando que no podrían reanudarse las hostilidades sin previo aviso de tres meses, lo que llamaba una "cláusula de pura cautela".
El artículo tercero disponía que las tropas de ambos ejércitos se retirarían "dentro de los límites del territorio de los dos estados respectivos: entendiéndose estos límites, aquellos mismos que se reconocían como tales, antes de empezar sus marchas el ejército portuguez hacía el territorio español." El acuerdo así planteado dejaba fuera la cuestión de Montevideo: en los hechos el ejército portugués se replegaba, pero el de las Provincias Unidas podía con reconocido derecho continuar o reiniciar sus operaciones en la Banda Oriental.
Ante las novedades, el gobernador Gaspar de Vigodet envió al capitán de fragata José Primo de Rivera y Ortiz de Pinedo a Río de Janeiro para solicitar a Lord Strangford que intercediera ante el Príncipe Regente para que no ratificara el tratado.
Por su lado, Diego de Souza se negó a retirarse como especificaba el acuerdo. Al saberlo, Rademaker solicitó autorización del gobierno para abandonar Buenos Aires y regresar a Río, lo que hizo efectivo pese a la negativa de las autoridades que carecían de una respuesta oficial de Portugal que avalase o desechase el tratado.
El tratado fue enviado por las Provincias Unidas el 17 de julio y al conocerse los términos en Río, el Consejo de Estado de Portugal consideró que Rademaker se había extralimitado y el Conde de Aguiar planteó el desconocimiento de lo actuado por no haberse ajustado al espíritu de las instrucciones. El Consejo decidió entonces el envío de una nueva misión con instrucciones que incluirían el reconocimiento de la línea de fronteras dispuesta por el armisticio del 20 de octubre de 1811.
Pero Strangford nuevamente presionó a la Corte para que aceptara el armisticio en los términos pactados, indicando que el 10 de septiembre había recibido instrucciones del gobierno británico de asegurar su aceptación. Por otra parte, aseguró que en el caso de que el gobierno revolucionario violara sus términos, estaba autorizado por su gobierno a enviar una fuerza armada al Río de la Plata para asegurar su cumplimiento.
El gobierno portugués por intermedio del Conde Das Calveas envió entonces a Buenos Aires el 13 de septiembre de ese año un oficio ratificando el tratado y dando seguridades de que las "tropas portuguesas comenzaron sin pérdida de tiempo su retirada para dentro de sus respectivos límites, del modo que el rigor de la estación y alguna falta de transportes se lo han podido permitir".
La firma del tratado constituyó una victoria para la revolución al eliminar la amenaza de la intervención portuguesa.
El gobierno comisionó primero a Manuel José García y a Marcos Balcarce para proponer un acuerdo con Montevideo, lo que fue rechazado por Vigodet, quien insistía en el reconocimiento del Consejo de Regencia, por lo que se dio inicio al segundo sitio de la ciudad. Montevideo resistiría hasta 1814, cuando tras la derrota de su flota por la escuadra patriota al mando de Guillermo Brown en el Combate de Martín García el bloqueo se cerró también por mar y obligó a su rendición el 23 de junio.
El tratado podía también considerarse un éxito para la diplomacia británica tendiente a mantener el equilibrio de fuerzas en el Río de la Plata, y un logro específicamente de la gestión de Strangford. Pero la presión utilizada aumentó en la corte portuguesa los resentimientos contra el diplomático y finalmente ocasionarían su traslado.
El convenio es también considerado el primer tratado internacional con potencias extranjeras firmado por las Provincias Unidas del Río de la Plata y como tal, representa un tácito reconocimiento por las naciones intervinientes (de Portugal como su firmante y de Gran Bretaña como su eventual garante) sea de su independencia de hecho o cuando menos de la legitimidad de su gobierno para negociar y acordar en pie de igualdad.